# アバルクーフ
アバルクーフ（ペルシア語: ابركوه、Abarkūh/Abar Kūh/Abarghoo/Abarkū/Abar Qū/Abarqūh）とは、イランの都市で、ヤズド州アバルクーフ郡の郡中心市に定められている。2012年時点の人口は23,752人。
アバルクーフは標高1,510mの地点に位置する。

## 名称
前イスラーム時代にはペルシア語で「山の上」を意味する「バルクーフ（bar-kūh）」の名前で呼ばれ、アラブ人の征服後に「クーフ」の部分がアラビア語化した「アバルクー（Abarqū）」の名前で呼ばれるようになった。1971年に現在の市名であるアバルクーフに改称された。

## 歴史
10世紀のアバルクーフは、シーラーズ・エスファハーン・イスタクールを結ぶ街道上に位置し、アッバース朝、ブワイフ朝の時代に町は繁栄していた。のちセルジューク朝の支配を経てモンゴル帝国と、その後継国家によって町は支配される。14世紀のアバルクーフは規模は小さいながらも豊かだったと記され、灌漑による農業と手工業が営まれていた。また、イルハン朝、インジュー朝、ムザッファル朝、ティムール朝、白羊朝といった、町を支配した国家が鋳造した貨幣が出土している。サファヴィー朝時代のアバルクーフは、ヤズドなどの西部中央イランの都市とともに宮廷の高官の所領となっていた。
18世紀末からアフガン人の侵入が始まり、ザンド朝とガージャール朝の戦争に巻き込まれる。ガージャール朝末期、アバルクーフは荒廃した無法地帯という悪評を得ていた。現代のアバルクーフは主要な幹線から外れた位置にあるため、零落した町となっている。

## 名所、建築物
アバルクーフの近郊には、樹齢4000年とも言われる巨大なイトスギのサルヴェ・アバルクーフが立っている。
アバルクーフにはサファヴィー朝以前の建築物が多く残るが、サファヴィー朝より後の時代に建てられた重要な建築物が見られないのは、通商路の変化によって町の富が失われたためだと考えられている。金曜モスク、聖者廟などの建築物があり、修復作業が進められている。
町の建築物のひとつに、少なくともガージャール朝時代にさかのぼる4つのレンガ造りのヤフチャール（氷室）が挙げられる。氷室は氷と食べ物を保存するための古代からの建築物で、冷蔵庫が発明される前から広く使われていた。

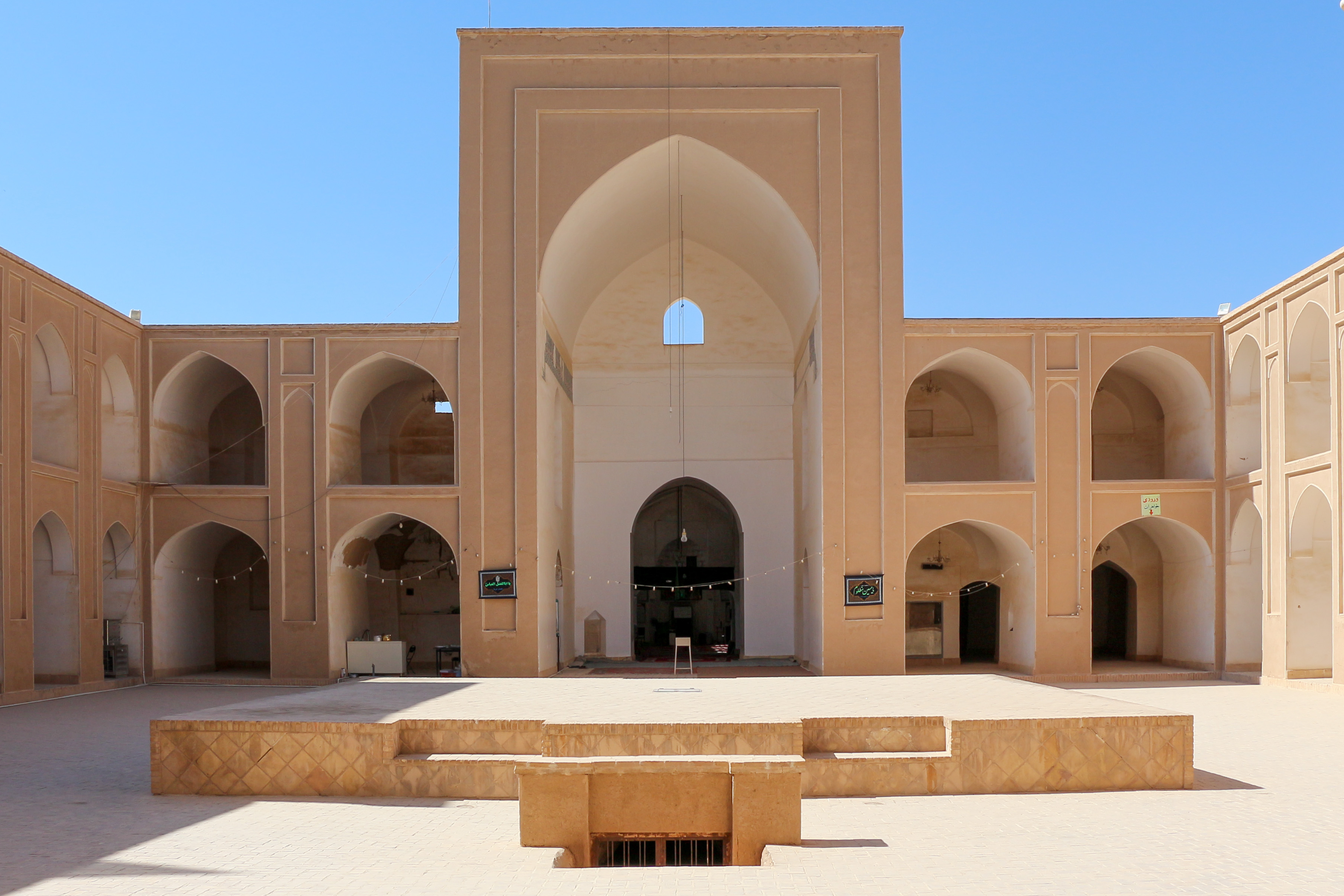
ジャーメ・モスク
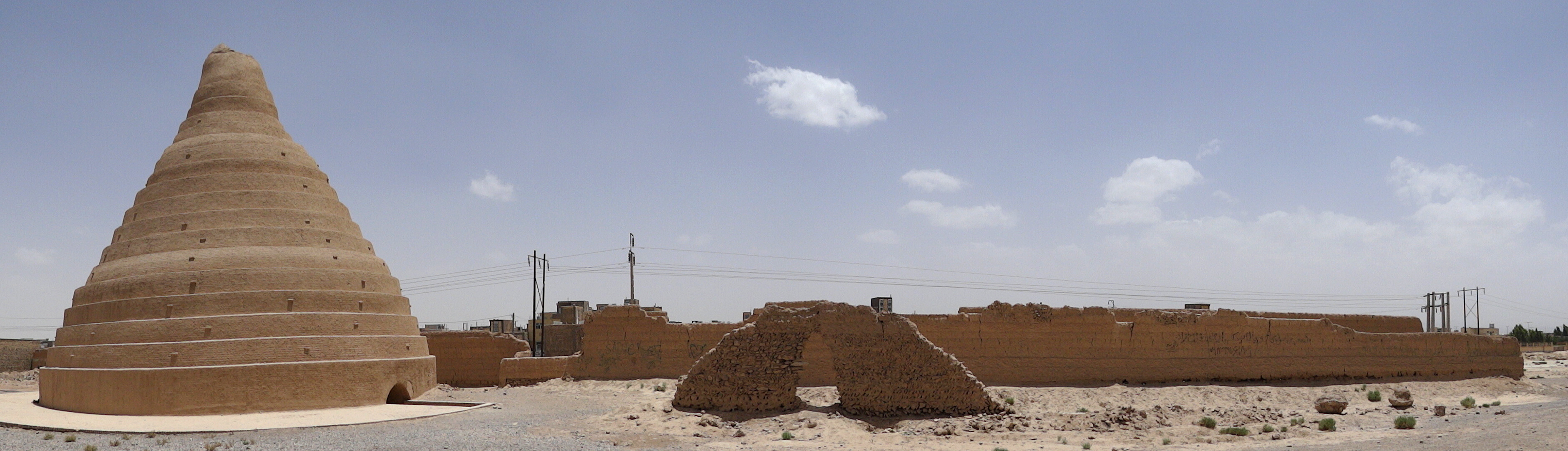
アバルクーフの氷室
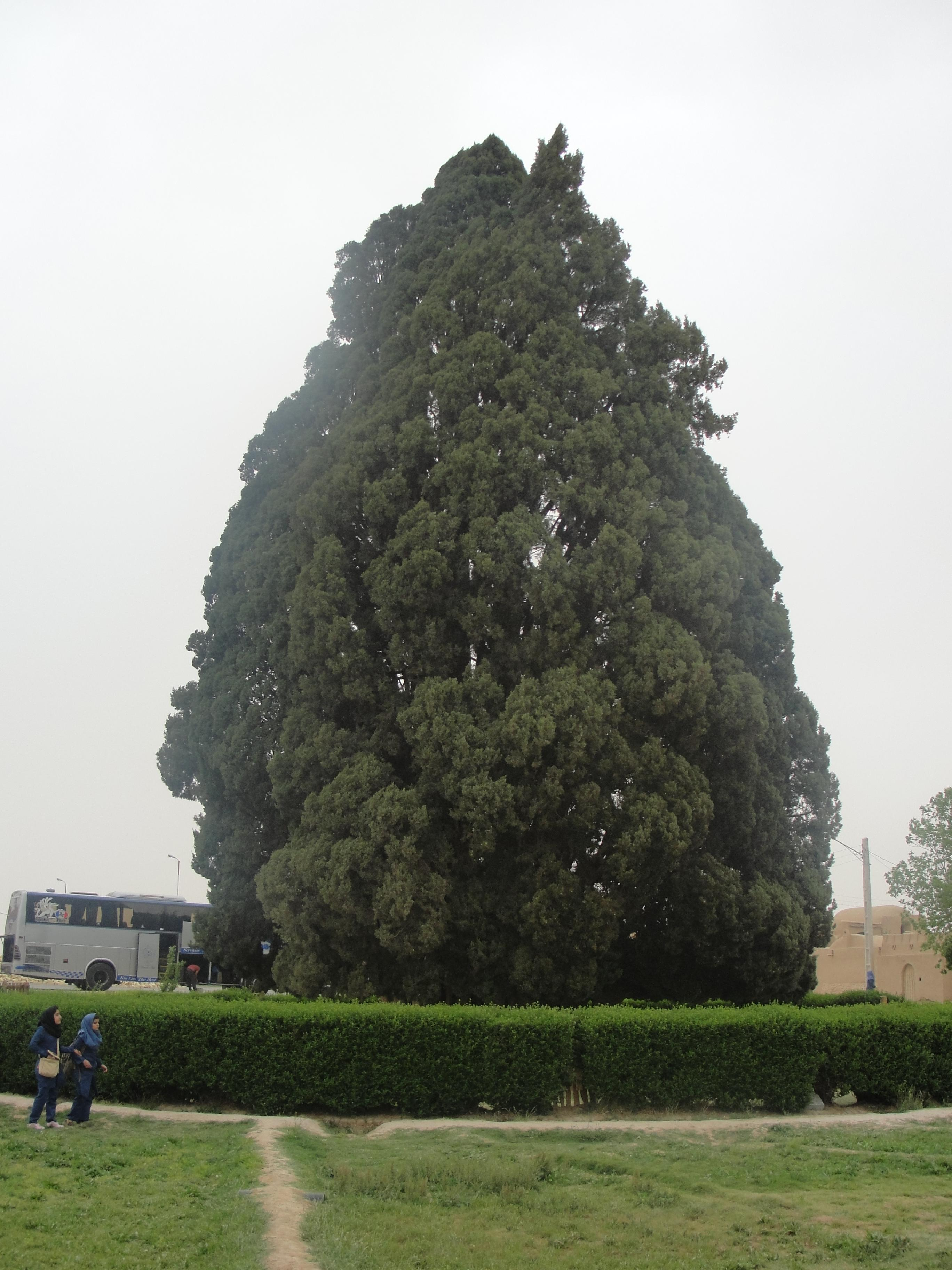
サルヴェ・アバルクーフ